# Trogiri-öböl
A Trogiri-öböl egy tengeröböl Horvátországban, az Adriai-tenger keleti partjának középső részén, Trogir közelében.

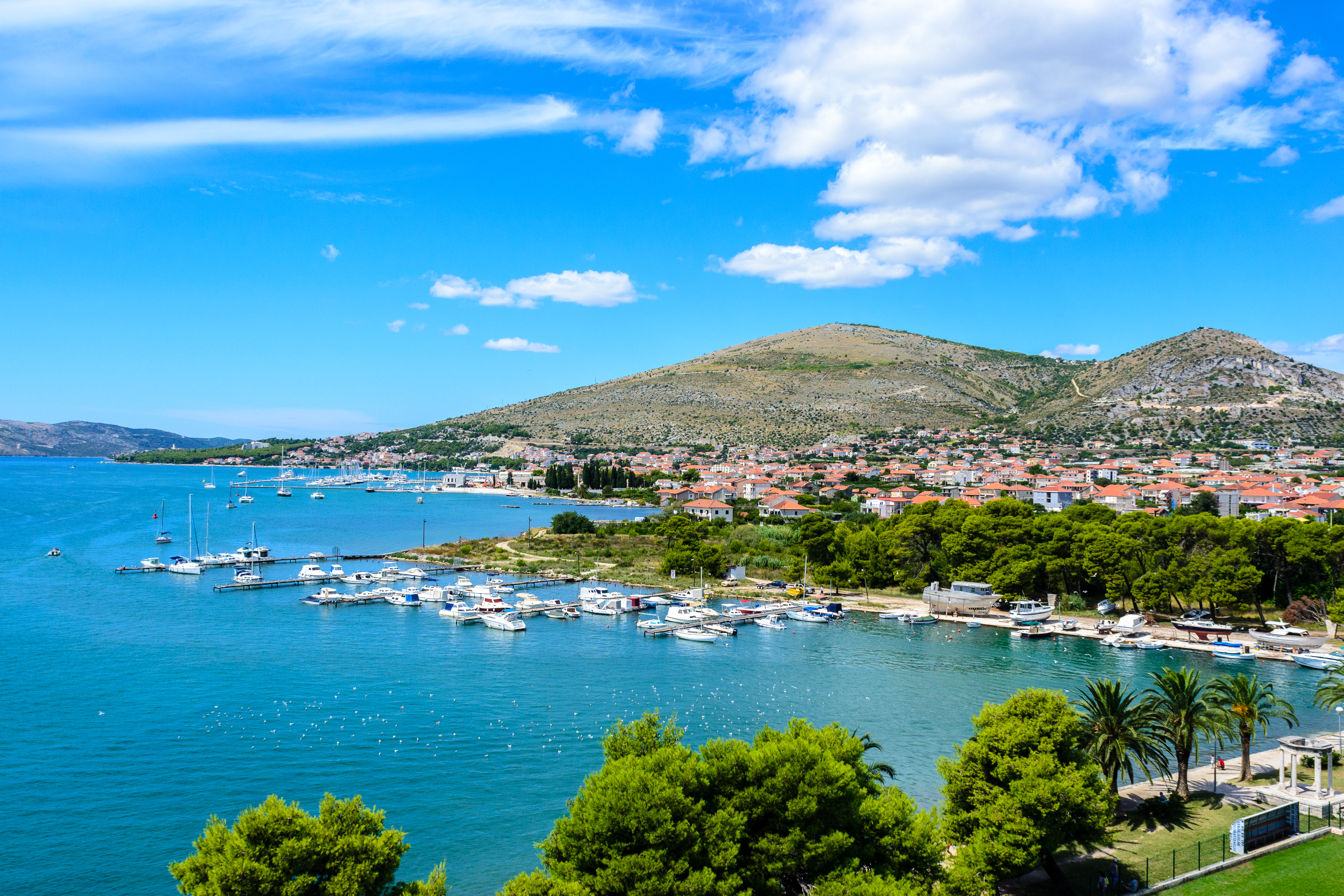
Trogir és a Trogiri-öböl látképe

## Leírása
A Trogori-öböl Čiovo szigete és a szárazföld között Trogir közelében fekszik. Hosszúsága mintegy 12 km, szélessége 2,5 km, legnagyobb mélysége 50 m. A dinári irányban (északnyugat-délkelet) nyúlik el. A Kaštelai-öböllel a Trogiri-csatorna, Drveniki és a Spliti-csatornákkal pedig 2 km széles átjáró köti össze. Két kisebb öbölre, a nyugati Marina- és a keleti Saldun-öbölre oszlik. Az öböl partja mentén fekszenek Trogir, Seget Donji, Marina, Seget Vranjica és más települések.